# توماس ريبيرو
توماس ريبيرو (بالبرتغالية: Tomás Ribeiro‏) هو دبلوماسي ومؤلف وكاتب وشاعر وسياسي برتغالي، ولد في 1 يوليو 1831 في البرتغال، وتوفي في 6 فبراير 1901 في لشبونة في البرتغال. انتخب سفير وانتخب عضو برلمان.